# 名誉署長
名誉署長（めいよしょちょう）とは、署と称する行政官署で任命・委嘱される名義上の署長職。栄誉職または栄誉称号の一種。

## 税関における名誉署長
名誉署長の任免は、主に税関で多くみられる。主な例としては2014年11月には函館税関が岩手県花巻市にある花巻空港の国際線航空機発着数増加を受け、同空港の税関施策の重要性が高まったことから、税関と地域との連携を図るべく花巻商工会議所会頭の宮沢啓祐に函館税関名誉署長を委嘱している。また、2016年2月には神戸税関が伊勢志摩サミットでのテロ防止を強化するため地域との連携の強化を目的として、地元の建設会社社長に2年の任期で高知県の宿毛地区の名誉署長を委嘱している。

## 警察署における名誉署長
また、警察署でも犯罪抑止等、警察業務に関する啓発活動を行うシンボルとして名誉署長を置くことがある。具体的には、2008年10月には山形県警察の米沢警察署が大河ドラマ『天地人』に合わせ、地元ゆかりの戦国武将 直江兼続に因んだゆるキャラ「かねたん」に米沢警察署名誉署長を３年の任期で委嘱し、振り込め詐欺防止を啓発した事例などが知られる。

### 報道資料
- 『朝日新聞』2014年11月11日朝刊岩手全県1地方版
- 『毎日新聞』2008年10月2日地方版/山形
- 『読売新聞』2016年2月28日大阪朝刊高知2版